# Норонья, Афонсу де
Дон Афо́нсу де Норо́нья (порт. Afonso de Noronha, 5.º vice-rei da Índia); 1510 — 1586) — португальский военачальник, представитель знатного и высокопоставленного рода Норонья, 5-й вице-король Португальской Индии (1550—1554).

## Происхождение и вехи жизни
4-й и младший сын дона Фернанду де Менезеша, 2-го маркиза де Вила Реал, и доны Марии Фрейре. Был командором ордена Христа и пользовался высоким уважением короля Жуана III. В 1538 году был назначен губернатором Сеуты, пребыв на этом посту 12 лет, до 1549 года. 
18 февраля 1550 года Жуан III назначил Афонсу де Норонью вице-королём Португальской Индии. Согласно классификации Мануэла де Фарии-и-Созы, 5-м вице-королём и 17-м губернатором. По обыкновению эта высокая и важная государственная должность именовалась как «губернатор», несмотря на то, что в некоторых источниках называется «главный капитан» (порт. capitão-mor), что буквально соответствует русскому понятию «главнокомандующий», но точнее, по исполнявшимся функциям, — «генерал-губернатору». Однако, ввиду высокого знатного происхождения по принадлежности к роду Норонья в данном случае к должности король добавил почётный титул «вице-король». Наместник португальского короля в Азии, 17-й генерал-губернатор и 5-й вице-король Португальской Индии управлял огромной территорией от Аравии до Японии.
Новый вице-король отплыл в Индию в сопровождении эскадры из 5 кораблей с 2 000 солдат, среди которых насчитывалось около 30 или более высокопоставленных особ. Афонсу де Норонья разместился на галеоне «Сан Жуан», другими кораблями командовали: А́лвару де Атаи́де да Гама (сын Васко да Гамы)  — «Сан Педру», Жорже де Менезеш — «Санта Круш», Диогу де Норонья — «Флор ду Мар», Лопу де Соуза — галеоном «Бишкаинью». Эскадра расправила паруса в конце марта 1550 года, но из-за перегруза на верхней палубе и недостаточного балласта флагман дал столь ощутимый крен, что был вынужден бросить якорь. По сведениям Мануэла де Фарии-и-Созы (Manuel de Faria e Sousa), армада Нороньи состояла из 6 кораблей, включая ещё один, вышедший раньше других, — его капитаном был Фернан Переш де Андраде. На время проведения ремонта галеона «Сан Жуан» Афонсу де Норонья перебрался на борт «Сан Педру». Но 15 апреля выяснилось, что галеон не может выйти в море по причине недостаточно отлаженного балласта. Корабль смог покинуть Лиссабон лишь 27 мая. Вдогонку для его охраны у берегов Кабу Верде и Гвинеи король велел отправить две каравеллы с сотней солдат. 
После прибытия нового вице-короля в Гоа возобновилась война на острове Цейлон. Помимо того многочисленное войско турецкого султана приступило к осаде имевшего важное стратегическое значение Ормуза. Вице-король принял решение отправиться туда, чтобы лично руководить снятием осады. Но в Диу пришло известие, что турки отступили. На море португальцы одержали победу над турецкими корсарами, но один из пиратов захватил португальскую крепость. 
Дон Афонсу де Норонья управлял Индией 4 года, пока Жуан III не прислал ему на замену дона Педру де Машкареньяша, назначенного 6-м вице-королём Португальской Индии, и которому 16 сентября 1554 года передал свои полномочия. В Индии он скорее выступил в качестве военного деятеля, нежели политика, на которого король возлагал надежды по воплощению насущных реформ. Вошёл в историю Португалии в качестве выдающегося военачальника: принимал участие в сражениях против турок-османов, возвёл ряд крепостей. При его правлении Индией в Гоа сражался Луиш де Камоэнс и скончался Франциск Ксаверий.